# Paço (Torres Novas)
Paço is een plaats (freguesia) in de Portugese gemeente Torres Novas en telt 734 inwoners (2001).